# La tierra y el cielo
La tierra i el cielo és una pel·lícula de ficció dramàtica cubana del 1976 dirigida per Manuel Octavio Gómez, amb un guió basat en la narració d'Antonio Benítez Rojo, i produïda per l'Instituto Cubano del Arte e Industria Cinematográficos (ICAIC). Fou projectada com a part de la selecció oficial del Festival Internacional de Cinema de Sant Sebastià 1977.

## Sinopsi
Pedro Limón és un jove cubà tallador de canya cubà que pertany a una família immigrant originària d'Haití. De jove ell i el seu amic Aristón, creient en el vudú i les tradicions màgica predominants entre la població d'origen africà, es van unir als revolucionaris seguidors de Fidel Castro a Sierra Maestra. Tanmateix, un dia Ariston posa en perill els seus companys a causa de les seves creences, raó per la qual és condemnat a mort. Anys més tard, Pedro torna al seu poble i recorda aquells moments feliços i tràgics alhora.

## Repartiment
- Martha Jean Claude
- Samuel Claxton
- Tito Junco
- Idelfonso Tamayo